# Closer to the Moon
Closer to the Moon, in rumeno Mai aproape de lună, è un film del 2013 diretto da Nae Caranfil.
Si tratta di una co-produzione internazionale girata e ambientata prevalentemente in Romania, considerata una delle produzioni più costose del cinema rumeno e una della collaborazioni più rilevanti tra la Romania e Hollywood. Ispirata da fatti realmente accaduti, vede tra i protagonisti Vera Farmiga, Mark Strong e Harry Lloyd.

## Trama
A Bucarest, nel 1959, una banda di pseudo Robin Hood, composta da quattro uomini e una donna, mette in atto un'ingegnosa rapina presso una sede della Banca Nazionale Rumena, fingendo di girare un film, entrando in possesso di una considerevole quantità di denaro. Le autorità, tuttavia, non impiegano molto tempo ad identificarli e arrestarli. Si tratta di cinque membri del partito comunista, disillusi da ciò che l'avvento del comunismo aveva comportato nel paese e dal sistema che essi stessi avevano contribuito a formare, che, in attesa di essere giustiziati, saranno costretti dalla Securitate, la polizia segreta rumena, a reinscenare il furto allo scopo di produrre un vero film a scopo propagandistico. I cinque proveranno quindi a sfruttare la situazione paradossale per godere, anche se a tempo determinato, di libertà e privilegi, richiedendo ad esempio caviale per una scena da filmare in un ristorante.

## Distribuzione
Dopo essere stato proiettato durante la rassegna Making Waves: New Romanian Cinema al Lincoln Center di New York il 29 novembre 2013, il film è stato distribuito in Romania dal 7 marzo 2014.

## Accoglienza

### Critica
Variety l'ha definita «una commedia nera sorprendentemente piacevole», elogiando le interpretazioni del cast, mentre altri critici come John DeFore sul The Hollywood Reporter la definirono piacevole ma non del tutto convincente, spiegando come il film non riesca a trasmettere in modo pienamente realistico le ragioni che hanno portato i protagonisti a compiere la rapina e il loro reale stato d'animo, specie dopo essere arrestati e condannati.